# アヌ (インド神話)
アヌ（Anu）は、インド神話の登場人物。月種族の王ヤヤーティとシャルミシュターの子で、ドルヒユ、プルと兄弟。ヤドゥとトゥルヴァスとは異母兄弟。ムレーッチャ族（蛮族）の祖とされる。父ヤヤーティは呪われて年老いたとき、息子たちに千年の間呪いを受けてくれるよう頼んだ。しかしアヌは拒否したため、ヤヤーティに呪われて子孫は青春に達すると死に、火の祭祀を行えない者となるだろうとされた。